# 12 Monkeys
12 Monkeys (bra: Os 12 Macacos; prt: 12 Macacos) é um filme americano de 1995, dos gêneros suspense e ficção científica, dirigido por Terry Gilliam, com roteiro de David e Janet Peoples inspirado no curta-metragem francês La jetée, de  Chris Marker.

## Sinopse
Um vírus terrível e sem antídoto assola a Terra em 1996, ceifando vidas por várias gerações. Na década de 2030, as pessoas buscam refúgio em abrigos subterrâneos. Acreditando ter condições de encontrar a cura, cientistas enviam voluntários ao passado para colher amostras do vírus; porém algo dá errado e eles vão parar em 1990.

## Prêmios e nomeações
| Prêmio             | Categoria               | Recipiente  | Resultado |
| ------------------ | ----------------------- | ----------- | --------- |
| Globo de Ouro 1996 | Melhor ator coadjuvante | Brad Pitt   | Venceu    |
| Oscar 1996         | Melhor ator coadjuvante | Brad Pitt   | Indicado  |
| Oscar 1996         | Melhor figurino         | Julie Weiss | Indicado  |

## Elenco
- Bruce Willis - James Cole
- Madeleine Stowe - Kathryn Railly
- Joseph Melito - Jovem James Cole
- Joey Perillo - Detetive Franki
- Brad Pitt - Jeffrey Goines
- Christopher Plummer- Dr. Leland Goines
- Michael Chance - Scarface
- Vernon Campbell - Tiny
- David Morse - Dr. Peters
- Christopher Meloni - Tenente Halperin
- Simon Jones - Zoologista
- Bill Raymond - Microbiologista
- Bob Adrian - Geologista
- H. Michael Walls - Botânico

## Recepção
12 Monkeys teve recepção geralmente favorável por parte da crítica especializada. No Metacritic alcançou uma pontuação de 74/100. Com classificação de 88% em base de 58 revisões, o Rotten Tomatoes publicou um consenso: "A trama é um pouco de uma confusão, mas excelentes performances e reviravoltas alucinantes fazem de 12 Monkeys uma experiência eficazmente excêntrica".